# Ministro de Justicia de Japón
El Ministro de Justicia (法務大臣, Hōmu Daijin?) es miembro del Gabinete de Japón a cargo del Ministerio de Justicia.

## Ministros de Justicia (2001–)
| #         | Imagen | Nombre             | Posesión                 | Salida                   | Gabinete                |
| --------- | ------ | ------------------ | ------------------------ | ------------------------ | ----------------------- |
| siglo XXI |        |                    |                          |                          |                         |
| 1         |        | Masahiko Kōmura    | 6 de enero de 2001       | 26 de abril de 2001      | Yoshirō Mori            |
| 2         |        | Mayumi Moriyama    | 26 de abril de 2001      | 22 de septiembre de 2003 | Junichiro Koizumi       |
| 3         |        | Daizō Nozawa       | 22 de septiembre de 2003 | 27 de septiembre de 2004 | Junichiro Koizumi       |
| 4         |        | Chieko Nohno       | 27 de septiembre de 2004 | 31 de octubre de 2005    | Junichiro Koizumi       |
| 5         |        | Seiken Sugiura     | 31 de octubre de 2005    | 26 de septiembre de 2006 | Junichiro Koizumi       |
| 6         |        | Jinen Nagase       | 26 de septiembre de 2006 | 27 de agosto de 2007     | Shinzō Abe              |
| 7         |        | Kunio Hatoyama     | 27 de agosto de 2007     | 2 de agosto de 2008      | Shinzō AbeYasuo Fukuda  |
| 8         |        | Okiharu Yasuoka    | 2 de agosto de 2008      | 24 de septiembre de 2008 | Yasuo Fukuda            |
| 9         |        | Eisuke Mori        | 24 de septiembre de 2008 | 16 de septiembre de 2009 | Taro Aso                |
| 10        |        | Keiko Chiba        | 16 de septiembre de 2009 | 7 de septiembre de 2010  | Yukio HatoyamaNaoto Kan |
| 11        |        | Minoru Yanagida    | 7 de septiembre de 2010  | 22 de noviembre de 2010  | Naoto Kan               |
| 12        |        | Yoshito Sengoku    | 22 de noviembre de 2010  | 14 de enero de 2011      | Naoto Kan               |
| 13        |        | Satsuki Eda        | 14 de enero de 2011      | 2 de septiembre de 2011  | Naoto Kan               |
| 14        |        | Hideo Hiraoka      | 2 de septiembre de 2011  | 13 de enero de 2012      | Yoshihiko Noda          |
| 15        |        | Toshio Ogawa       | 13 de enero de 2012      | 4 de junio de 2012       | Yoshihiko Noda          |
| 16        |        | Makoto Taki        | 4 de junio de 2012       | 1 de octubre de 2012     | Yoshihiko Noda          |
| 17        |        | Keishu Tanaka      | 1 de octubre de 2012     | 23 de octubre de 2012    | Yoshihiko Noda          |
| 18        |        | Makoto Taki        | 23 de octubre de 2012    | 26 de diciembre de 2012  | Yoshihiko Noda          |
| 19        |        | Sadakazu Tanigaki  | 26 de diciembre de 2012  | 3 de septiembre de 2014  | Shinzo Abe              |
| 20        |        | Midori Matsushima  | 3 de septiembre de 2014  | 20 de octubre de 2014    | Shinzo Abe              |
| 21        |        | Yōko Kamikawa      | 20 de octubre de 2014    | 7 de octubre de 2015     | Shinzo Abe              |
| 22        |        | Mitsuhide Iwaki    | 7 de octubre de 2015     | Incumbente               | Shinzo Abe              |
| 23        |        | Katsutoshi Kaneda  |                          |                          | Shinzo Abe              |
| 24        |        | Yōko Kamikawa      |                          |                          | Shinzo Abe              |
| 25        |        | Shinji Yamashita   |                          |                          | Shinzo Abe              |
| 26        |        | Katsuyuki Kawai    |                          |                          | Shinzo Abe              |
| 27        |        | Masako Mori        |                          |                          | Shinzo Abe              |
| 28        |        | Yōko Kamikawa      |                          |                          | Yoshihide Suga          |
| 29        |        | Yoshihisa Furukawa |                          |                          | Fumio Kishida           |
| 30        |        | Yasuhiro Hanashi   |                          |                          | Fumio Kishida           |
| 31        |        | Ken Saitō          |                          |                          | Fumio Kishida           |
| 32        |        | Ryūji Koizumi      |                          |                          | Fumio Kishida           |

- Datos: Q841904